# NGC 2604
NGC 2604 (другие обозначения — NGC 2604A, KUG 0830+297, UGC 4469, IRAS08303+2942, MCG 5-20-22, ZWG 149.48, PGC 23998) — спиральная галактика с перемычкой (SBc) в созвездии Рак.
Этот объект занесён в новый общий каталог несколько раз, с обозначениями NGC 2604, NGC 2604A.
Этот объект входит в число перечисленных в оригинальной редакции «Нового общего каталога».
Галактика низкой поверхностной яркости в инфракрасном диапазоне. Чаще всего такие галактики небольшого размера, однако NGC 2604 достаточно крупная. 
В галактике вспыхнула сверхновая SN 2002ce типа II. Её пиковая видимая звёздная величина составила 16.